# NGC 1540
NGC 1540 (PGC 14733 i PGC 14734) – para zderzających się ze sobą galaktyk spiralnych, znajdująca się w gwiazdozbiorze Erydanu. Odkrył ją John Herschel 6 listopada 1834 roku. Część źródeł (np. serwis SEDS i HyperLeda) za obiekt NGC 1540 uznaje tylko południową z tych galaktyk, a drugą z nich oznacza numerem NGC 1540A. Serwis NASA/IPAC Extragalactic Database (NED) stosuje oznaczenia NGC 1540A i NGC 1540B.